# Demetrios II. (Makedonien)
Demetrios II. Aitolikos (altgriechisch Δημήτριος Αιτωλικός Dēmḗtrios Aitōlikós; * 278 v. Chr.; † 229 v. Chr.) war ein König von Makedonien aus der Dynastie der Antigoniden. Er war ein Sohn von Antigonos II. Gonatas und Phila.

## Leben
Wie schon sein Halbbruder, Halkyoneus, wurde Demetrios von dem Gelehrten Persaios, einem Schüler des Zenon von Kition, erzogen. Um das Jahr 250 v. Chr. wurde er mit der seleukidischen Prinzessin Stratonike, Tochter des Antiochos I., verheiratet. Die verstieß er um das Jahr 245 v. Chr., um mit Nikaia, der Witwe seines Vetters Alexander, verheiratet zu werden, wodurch die Burg Akrokorinth für die Antigoniden gewonnen wurde.
Bei seiner Thronbesteigung fiel der Aitolische Bund von Makedonien ab und verbündete sich mit seinem vormaligen Feind, dem Achaiischen Bund. Um dieser Bedrohung zu begegnen, verbündete sich Demetrios mit Königin Olympias von Epirus und heiratete deren Tochter Phthia. Vermutlich hatte er dabei eine Vereinigung von Epirus mit Makedonien ins Auge gefasst, aber die epirotische Revolution um 231 v. Chr., welche die Monarchie durch eine Republik ersetzte, machte diese Pläne zunichte. Demetrios konnte dagegen wenig unternehmen, da er sich zugleich im Kampf mit dem barbarischen Volk der Dardaner im Norden Makedoniens befand.
235 v. Chr. zog Demetrios gegen die Aitolier, gewann die Böotier und Lokrier als Verbündete und vernichtete das aitolische Pleuron. Dieser Erfolg brachte ihm den Beinamen „Aitolikos“ ein. Die Achaier unter Aratos von Sikyon bedrängten derweil den mit Makedonien verbündeten Tyrannen von Argos, wurden jedoch im folgenden Jahr von dem makedonischen Feldherrn Bithys von Lysimacheia bei Phylakia im Süden Arkadiens geschlagen. Im Jahr 232 v. Chr. ging Demetrios ein Bündnis mit dem illyrischen König Agron gegen den Aitolier und Achaier ein, was aber nur den Illyrern kurzzeitig Vorteile brachte. Die Aktivitäten der Illyrer führten noch zu seinen Lebzeiten zur ersten Landnahme der Römer auf hellenischen Boden, die nach ihrem Krieg gegen die Illyrerkönigin Teuta (Erster Illyrischer Krieg) die Insel Korkyra und die Städte Apollonia und Dyrrhachion eroberten. Demetrios konnte auf dem Peloponnes gegen die Achaier geringfügige Erfolge verbuchen. Die örtlichen Tyrannen stellten sich auf seine Seite. Allerdings trat das mächtige Megalopolis dem achaiischen Bund bei. Sein Krieg gegen die Bundesgenossen wird auch „Demetrios-Krieg“ genannt.
Demetrios starb 229 v. Chr. während eines erneuten Feldzuges gegen die Dardaner. Aus seiner vierten Ehe mit Chryseis, vermutlich einer Kriegsgefangenen, hinterließ er den unmündigen Sohn Philipp V., für den sein Vetter, Antigonos III. Doson, die Regierung übernahm. Aus seiner ersten Ehe mit Stratonike hatte er die Tochter Apame, die mit König Prusias I. von Bithynien verheiratet wurde.